# Bel Priestley
Bel Priestley (13 mei 2003) is een Britse actrice en mediapersoonlijkheid. Ze begon haar carrière op YouTube en TikTok, waar ze haar gendertransitie documenteerde als transvrouw. Vanaf 2023 speelde ze Naomi Russell in seizoenen 2 en 3 van de Britse televisieserie Heartstopper.